# Adesmia brachysemeon
Adesmia brachysemeon är en ärtväxtart som beskrevs av Rodolfo Amando Philippi. Adesmia brachysemeon ingår i släktet Adesmia och familjen ärtväxter. Inga underarter finns listade i Catalogue of Life.